# Hypoponera petiolata
Hypoponera petiolata är en myrart som först beskrevs av Bernard 1953.  Hypoponera petiolata ingår i släktet Hypoponera och familjen myror. Inga underarter finns listade i Catalogue of Life.